# Okamoto Toyohiko

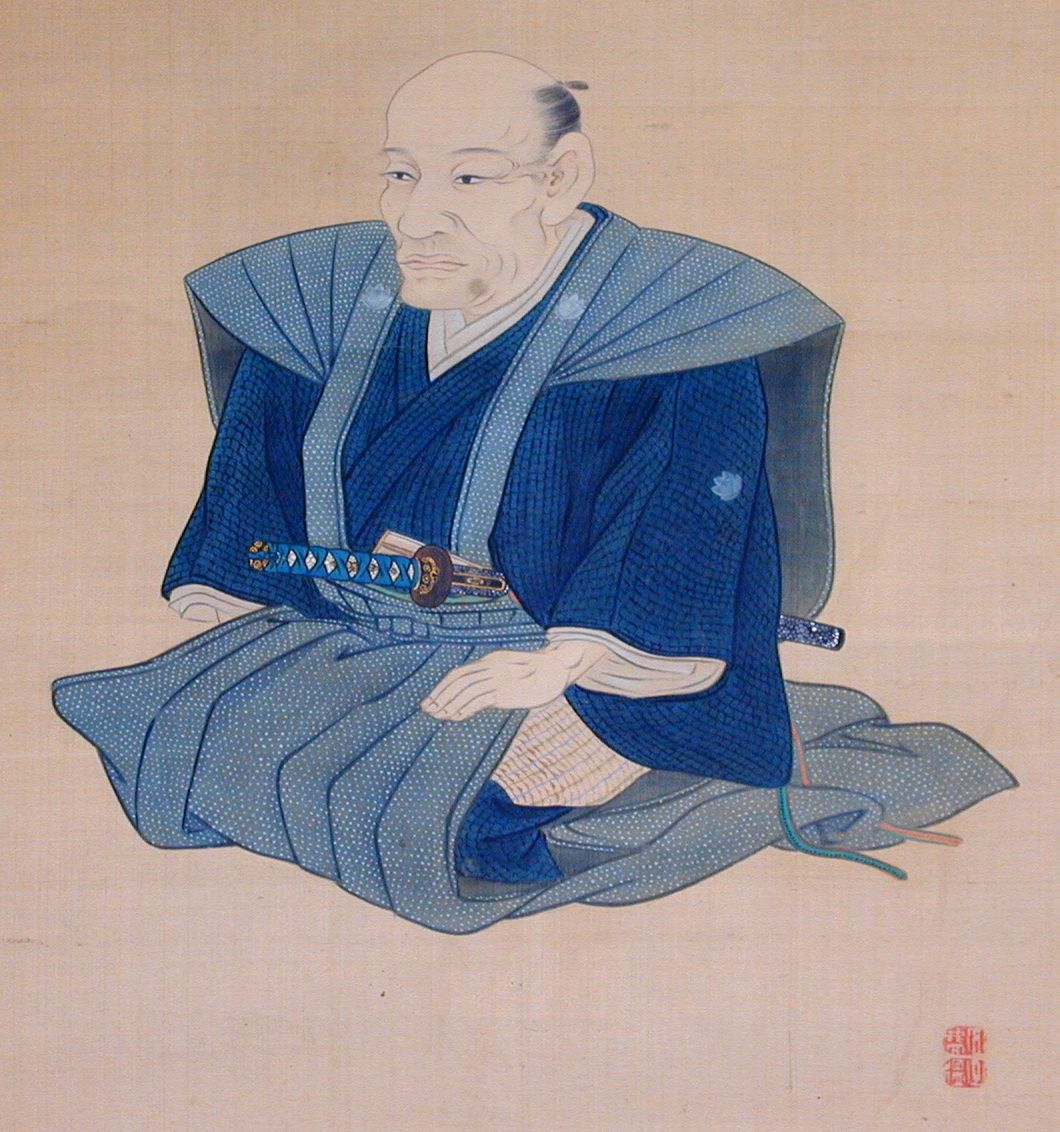
Okamoto Toyohiko

Okamoto Toyohiko (japanisch 岡本 豊彦, Künstlername Rikyō (鯉喬), Kōson (葒村); geboren 25. August 1773 in der Provinz Bitchū; gestorben 13. August 1845 in Kyōto) war ein japanischer Maler der Maruyama-Shijō-Schule.

## Leben und Wirken
Okamoto Toyohiko studierte zunächst in seiner Heimatprovinz unter Kuroda Ryōzan (黒田綾山; 1755–1814), einem Maler der Literaten-Malerei (文人画, Bunjin-ga). Der wachsende Ruf der Maruyama-Shijō-Schule brachte ihn dazu, nach Kyōto zu gehen und sich unter Matsumura Goshun (1752–1811) weiterzubilden. Okamoto war besonders gut in seinen Landschaftsbildern (山水画, Sansui-ga), so dass er neben Matsumura Keibun (1779–1843) der wichtigste Maler der Shijō-Schule ist.
Okamotos Kenntnisse der chinesischen Malerei, ein Teil seiner frühen Ausbildung in der Literaten-Malerei, spiegeln sich in all seinen  Bildern wieder. Auch wenn seine Bilder nicht dieselbe Qualität haben wie die von Matsumura Keibun, so gehört er doch zu den typischen Vertretern diese Stilrichtung. Zu seinen Schülern gehörten Shiokawa Bunrin und Shibata Zeshin. Zu seinen Werken gehört eine Version der „Acht Ansichten des Biwa-Sees“, „Eyama gyofu zu“ (江山漁夫図)  – „Fischer am Eyama“ und „Kujaku-zu“ (孔雀図) – „Pfauenbild“.

## Bilder

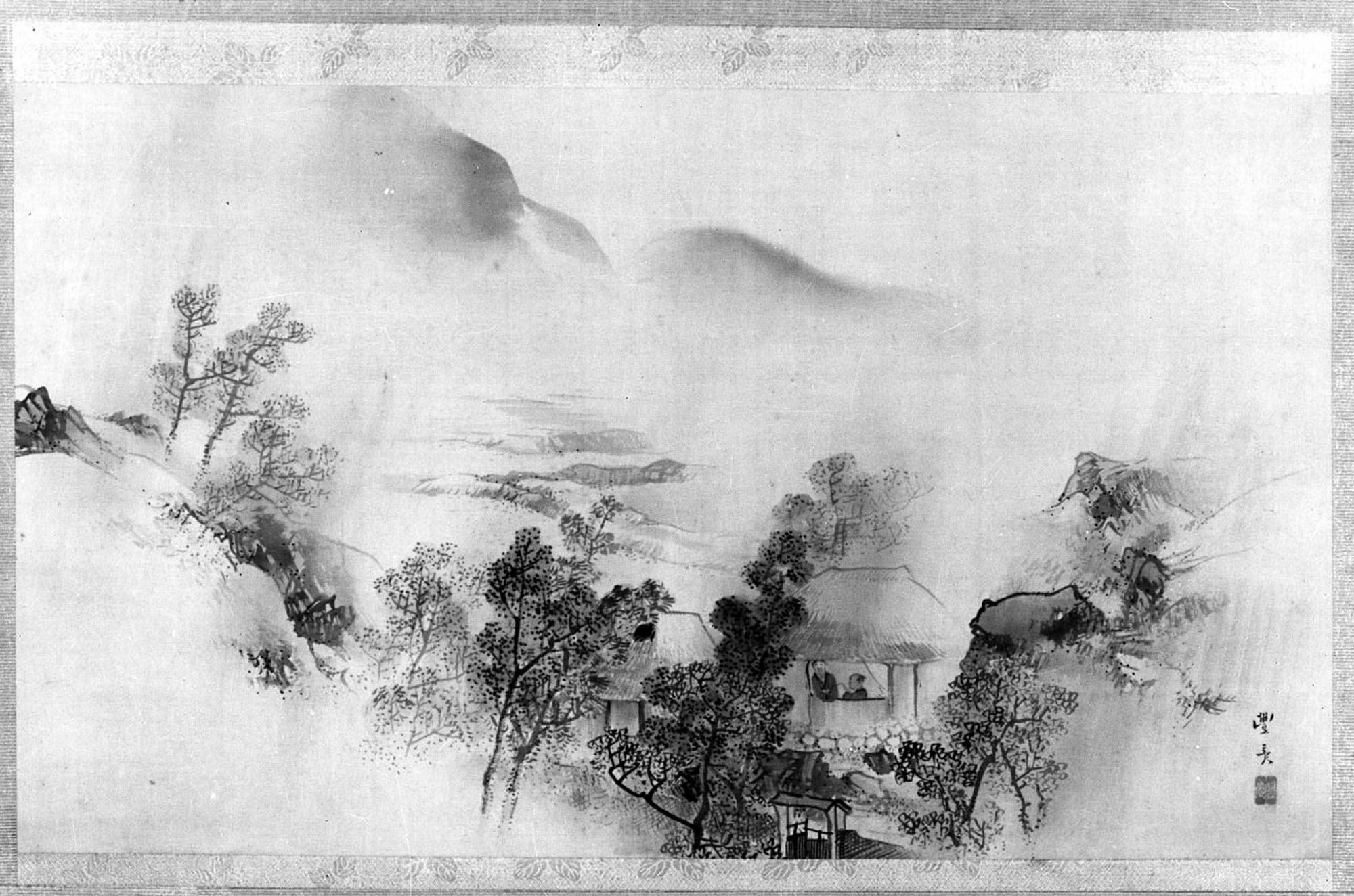
Herbstlandschaft
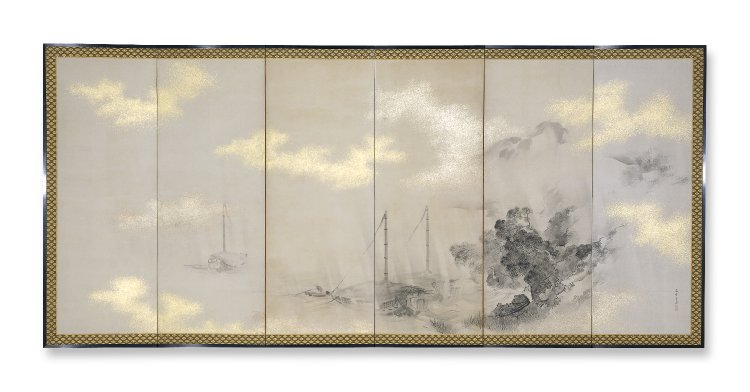
Küste und Berge links
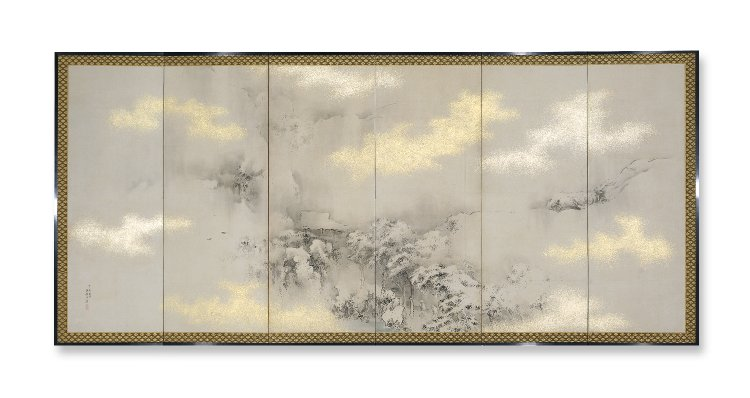
Küste und Berge rechts
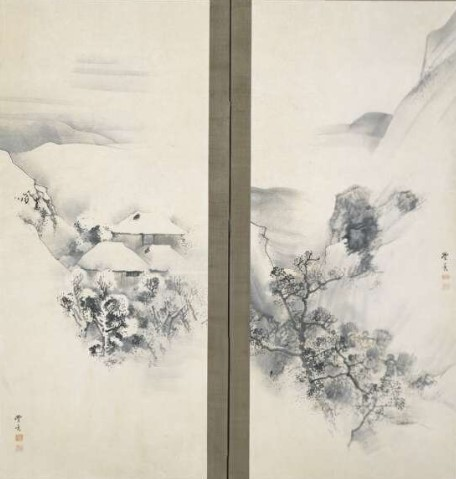
Bergdorf im Schnee
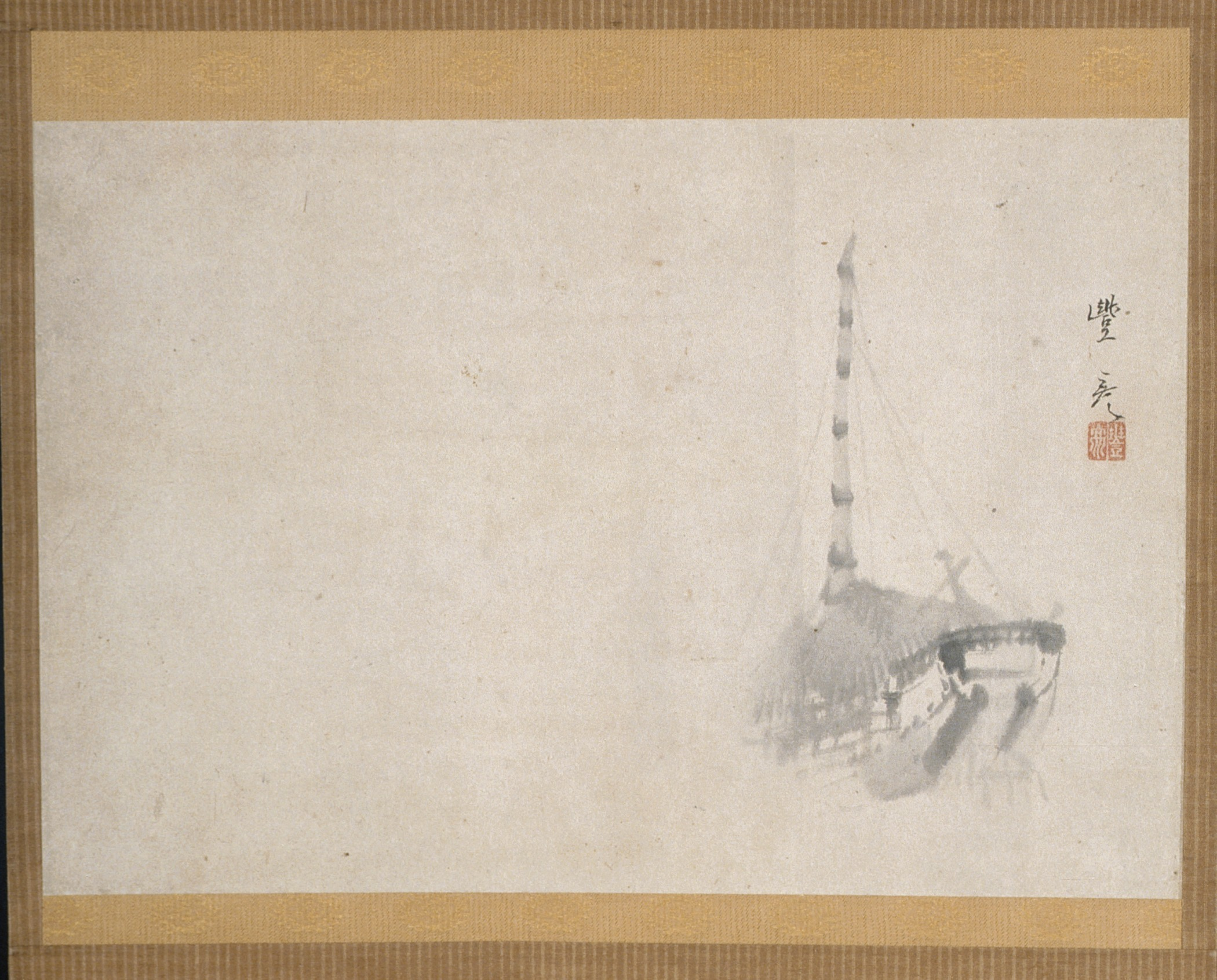
Boot im Regen